# 盧戈韋 (杜布羅維察區)
51°39′50″N 26°43′50″E / 51.66389°N 26.73056°E
盧霍韋（烏克蘭語：Лугове），是烏克蘭西北部羅夫諾州薩爾內區的村落，始建於1923年，面積1.15平方公里，海拔高度145米，2001年人口582，人口密度每平方公里506.1人。